# La Femme au masque de chair
Pour les articles homonymes, voir About Face.
La Femme au masque de chair (About Face, dans les éditions originales en anglais) est un roman policier américain de Donna Leon publié en 2009. C'est le 18e roman de la série mettant en scène le personnage de Guido Brunetti.

## Résumé
Lors d’une Soirée chez le comte Falier, Franca Marinella , la « Super Liftata » qui s'est fait mystérieusement remodeler le visage, cite Cicéron et Virgile par cœur à un commissaire Brunetti admiratif par cet étrange alliage d'intelligence, de culture et de beauté mystérieusement altérée. Franca est aussi la femme, de presque 40 ans plus jeune, de Maurizio Cataldo homme d'affaires vénitien avec qui Orazio Falier, beau-père du commissaire Brunetti hésite à se mettre en affaires. Et Brunetti s’arrange pour enquêter sur le mari pour le compte de son beau-père.
Dans le même temps, Brunetti reçoit la visite d'un collègue carabiniere de la terre ferme, Filippo Guarino, qui lui demande de l'aide pour résoudre une enquête qu'il mène sur la mort de Stefano Ranzato, patron d'une entreprise de transport basée à Marghera, sur le continent. Brunetti est sceptique car il sait que son collègue ne lui dit pas tout. Jusqu’à ce que Guarino soit lui-même retrouvé assassiné dans un complexe pétrochimique de Marghera, un des premiers pollueurs de la lagune. Brunetti fait vite le rapprochement entre les ordures qui jonchent les rues de tout le pays, les incinérateurs qui explosent dans le sud de l'Italie, et la Camorra qui s'enrichit de la — fausse — élimination des déchets. Camorra dont Terrasini, le coupable présumé du meurtre de Guarino et Ranzato, se trouve issu. Repéré au casino de Venise comme mauvais joueur plusieurs fois éconduit, il y fait sa dernière apparition alors que les commissaires Brunetti, Claudia Griffoni, ainsi que Franca Marinello sont présents. Dans un moment de confusion qui semble orchestré par cette dernière, Franca le tue de trois balles en plein casino pour échapper à sa menace.
Brunetti apprendra alors l’histoire de l’infection nosocomiale ayant conduit à l’intervention chirurgicale sur le visage de Franca, ainsi que le chantage de Terrasini qui aura profité de l’élimination du — faux — dentiste de Franca pour en faire son amante.

## Éditions
Éditions originales en anglais
- (en) Donna Leon, About Face, Londres, William Heinemann, 2 avril 2009, 288 p. (ISBN 978-0-434-01943-4) — Édition britannique
- (en) Donna Leon, About Face, New York, Atlantic Monthly Press, avril 2009, 272 p. (ISBN 978-0-8021-1896-7, LCCN 2009279289) — Édition américaine

Éditions françaises
- Donna Leon (auteur) et William Olivier Desmond (traducteur) (trad. de l'anglais), La Femme au masque de chair [« About Face »], Paris, Calmann-Lévy, 15 février 2012, 286 p. (ISBN 978-2-7021-4141-0, BNF 42601858)
- Donna Leon (auteur) et William Olivier Desmond (traducteur) (trad. de l'anglais), La Femme au masque de chair [« About Face »], Paris, Points, coll. « Points policier » (no P2937), 3 janvier 2013, 345 p. (ISBN 978-2-7578-1979-1, BNF 43510349)

## Adaptation télévisée
Le roman a fait l'objet d'une adaptation pour la télévision, en 2012, sous le même titre français (titre allemand original : Schöner Schein), dans le cadre de la série Commissaire Brunetti dans une réalisation de Sigi Rothemund, produite par le réseau ARD et initialement diffusée le 14 avril 2012.